# اكسايد
اكسايد (بالإنجليزية: EXID)‏ فرقة فتيات كورية جنوبية ترسمت عام 2012 من شركة لوين انترتيمنت والاعضاء هم: هيو سولجي، آهن هيوجين، آهن هيوبين، سيو هيرين، بارك جونغهوان، دامي، يوجي، نا هاي ريونغ.

## روابط خارجية
- اكسايد على موقع IMDb (الإنجليزية)
- اكسايد على موقع ميوزك برينز (الإنجليزية)
- اكسايد على موقع أول ميوزيك (الإنجليزية)
- اكسايد على موقع ديسكوغز (الإنجليزية)

- الموقع الرسمي